# باول هندرسون (صحفي أمريكي)
باول هندرسون (بالإنجليزية: Paul Henderson)‏ هو صحفي أمريكي، ولد في 13 يناير 1939، وتوفي في 7 ديسمبر 2018 بسبب سرطان الرئة.